# Can Carreter de la Dent
Can Carreter de la Dent és un edifici cantoner de planta rectangular, amb tres pisos i teulada amb vessants a laterals, situat al poble de Salitja, al municipi de Vilobí d'Onyar (Selva). L'edifici va ser construït per Baldiri Grau i actualment pertany a la mateixa família, la família Figueres. Fou reformada als inicis de la dècada 1980-1989. Forma part de l'Inventari del Patrimoni Arquitectònic de Catalunya.

## Descripció
La façana principal presenta un gran portal d'arc carpanell i una finestra. Els dos pisos superiors tenen dues obertures per planta amb balcó de barana de ferro forjat. Totes les obertures són emmarcades amb pedra. Una de les llindes del primer pis porta la inscripció "BALDIRI GRAU 1860" i al balcó l'any 1901. La façana lateral de la dreta té un altre portal, també d'arc carpanell que repeteix la inscripció del propietari original, "BALDIRI GRAU 1860", dues obertures amb balcons iguals als de la principal i tres finestres emmarcades amb pedra, una per planta. A totes dues façanes hi ha unes obertures de gelosia de ceràmica que corresponen a una reforma realitzada cap a l'any 1975. Al costat esquerre hi ha un cos adossat de dues plantes i terrat que data d'aquesta ampliació del segle xx. El parament és arrebossat i pintat però deixa vistos els carreus ben escairats dels angles.